# Kings Mountain
Kings Mountain is een plaats (city) in de Amerikaanse staat North Carolina, en valt bestuurlijk gezien onder Cleveland County en Gaston County.

## Demografie
Bij de volkstelling in 2000 werd het aantal inwoners vastgesteld op 9693.
In 2006 is het aantal inwoners door het United States Census Bureau geschat op 10.919, een stijging van 1226 (12,6%).

## Geografie
Volgens het United States Census Bureau beslaat de plaats een oppervlakte van
21,1 km², geheel bestaande uit land. Kings Mountain ligt op ongeveer 307 m boven zeeniveau.
Ten zuidoosten van de plaats ligt het Crowders Mountain State Park met daarin de bergtoppen Crowder's Mountain en The Pinnacle.

## Plaatsen in de nabije omgeving
De onderstaande figuur toont nabijgelegen plaatsen in een straal van 16 km rond Kings Mountain.